# Потвін (Канзас)
Потвін (англ. Potwin) — місто (англ. city) в США, в окрузі Батлер штату Канзас. Населення — 421 особа (2020).

## Географія
Потвін розташований за координатами 37°56′19″ пн. ш. 97°1′6″ зх. д. / 37.93861° пн. ш. 97.01833° зх. д. (37.938599, -97.018319).  За даними Бюро перепису населення США в 2010 році місто мало площу 0,62 км², уся площа — суходіл.

## Демографія
Згідно з переписом 2010 року, у місті мешкало 449 осіб у 181 домогосподарстві у складі 130 родин. Густота населення становила 725 осіб/км².  Було 205 помешкань (331/км²).
Расовий склад населення:
| - 92,2 % — білих - 1,3 % — корінних американців - 0,7 % — азіатів - 0,2 % — чорних або афроамериканців - 2,2 % — осіб інших рас |

До двох чи більше рас належало 3,3 %. Частка іспаномовних становила 5,6 % від усіх жителів.
За віковим діапазоном населення розподілялося таким чином: 25,2 % — особи молодші 18 років, 60,8 % — особи у віці 18—64 років, 14,0 % — особи у віці 65 років та старші. Медіана віку мешканця становила 39,4 року. На 100 осіб жіночої статі у місті припадало 99,6 чоловіків;  на 100 жінок у віці від 18 років та старших — 95,3 чоловіків також старших 18 років.
Середній дохід на одне домашнє господарство  становив 51 213 долари США (медіана — 42 368), а середній дохід на одну сім'ю — 60 636 доларів (медіана — 55 000). За межею бідності перебувало 11,1 % осіб, у тому числі 10,9 % дітей у віці до 18 років та 0,0 % осіб у віці 65 років та старших.
Цивільне працевлаштоване населення становило 210 осіб. Основні галузі зайнятості: освіта, охорона здоров'я та соціальна допомога — 36,2 %, виробництво — 11,0 %, науковці, спеціалісти, менеджери — 9,0 %, будівництво — 7,1 %.